# Ischnus inquisitorius
Ischnus inquisitorius là một loài tò vò trong họ Ichneumonidae.